# Panhellensk helgedom

Några av de panhellenska helgedomarna finns utmärkta på denna engelskspråkiga karta vid sidan av de övriga största helgedomarna.

Panhellensk helgedom var en helgedom (ett tempel eller annan kultplats) i det antika Grekland som var tillgängliga för alla greker (eller grekisktalande) oavsett om de var medborgare i den stad kultplatsen tillhörde eller inte. 
Dessa betraktades som neutralt område och var ofta föremål för politiska möten såsom fredsförhandlingar; för idrottstävlingar och som förvaring för olika staters kassor. Panhellenska helgedomar blev ofta föremål för pilgrimsresor inom hela den antika grekisktalande världen.
Exempel
- Aten: Parthenon (Athena)
- Claros: (Apollon)
- Delos: (Apollon)
- Delfi: Apollons tempel, säte för Pythians orakel i Delfi (Apollon)
- Didyma: (Apollon)
- Dodona: (Zeus)
- Eleusis: Telesterion, centrum för de Eleusinska mysterierna (Demeter och Persephone)
- Epidaurus: Asklepios tempel i Epidaurus (Asklepios)
- Isthmia: Templet i Isthmia (Poseidon)
- Olympia (Zeus)
- Oropos: Amphiareion (hjälten Amphiaraos)
- Magnesia vid Maeander: Artemis Leucophryenes tempel (Artemis)
- Nemea: (Zeus)
- Samothrake: Samothraces tempelkomplex